# John Arnold Atkinson Griffin
John Arnold Atkinson Griffin, britanski general, * 1891, † 1972.